# پرسون

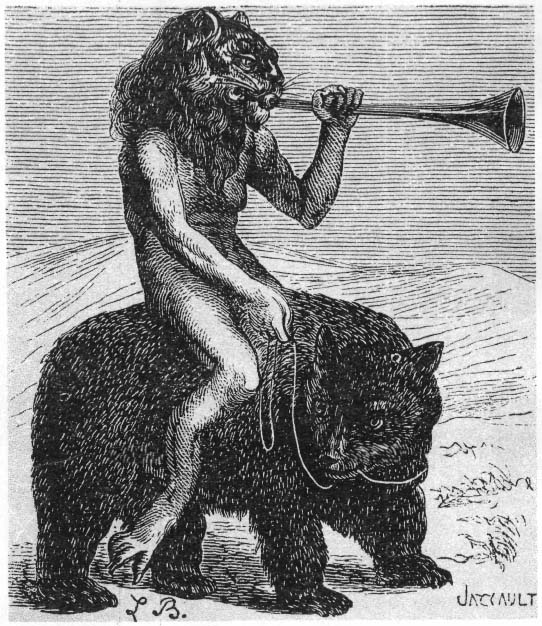
پرسون سوار بر خرس

پرسون (به انگلیسی: Purson) در دیوشناسی، شاه بزرگ دوزخ می‌باشد که بیست و دو سپاه از اهریمنان به او خدمت می‌کنند. او چیزهای پنهان را می‌داند و می‌تواند گنجینه پیدا کند و از حال و آینده خبر دارد.
پرسون به صورت یک انسان با سر یک شیر در حالی که یک شیپور در دست دارد و سوار بر خرس است به تصویر درآمده است.

## پیکربندی
او معمولاً با بدن انسان سر شیر، سوار بر خرس همانند پروفالس به تصویر کشیده می‌شده‌است.